# Bouchardia rosea
Bouchardia rosea är en armfotingsart som först beskrevs av Mawe 1823.  Bouchardia rosea ingår i släktet Bouchardia och familjen Bouchardiidae. Inga underarter finns listade i Catalogue of Life.